# Donovan (album)
Donovan è il quattordicesimo album in studio del cantautore scozzese Donovan, pubblicato nel 1977.

## Tracce

### Versione originale
Lato A
1. Local Boy Chops Wood – 3:11
2. Astral Angel – 4:37
3. The Light – 4:12
4. Dare to Be Different – 3:55
5. Brave New World – 4:44

Durata totale: 20:39
Lato B
1. Lady of the Stars – 3:02
2. International Man – 4:02
3. Sing My Song – 3:08
4. Maya's Dance – 3:45
5. Kalifornia Kiddies – 3:49

Durata totale: 17:46

### Versione UK
Lato A
1. Brave New World – 4:44
2. Astral Angel – 4:37
3. Local Boy Chops Wood – 3:11
4. Kalifornia Kiddies – 3:49
5. The International Man – 4:02

Durata totale: 20:23
Lato B
1. The Light – 4:12
2. Sing My Song – 3:08
3. Lady of the Stars – 3:02
4. Maya's Dance – 3:45
5. Dare to Be Different – 3:55

Durata totale: 18:02